# Gittervorspannung
Als Gittervorspannung bezeichnet man die geringe – gegenüber der Kathode – negative Gleichspannung des Steuergitters einer mit einer Röhre aufgebauten Verstärkerstufe. Die Gittervorspannung legt mit weiteren Parametern den Arbeitspunkt einer Röhrenschaltung fest.

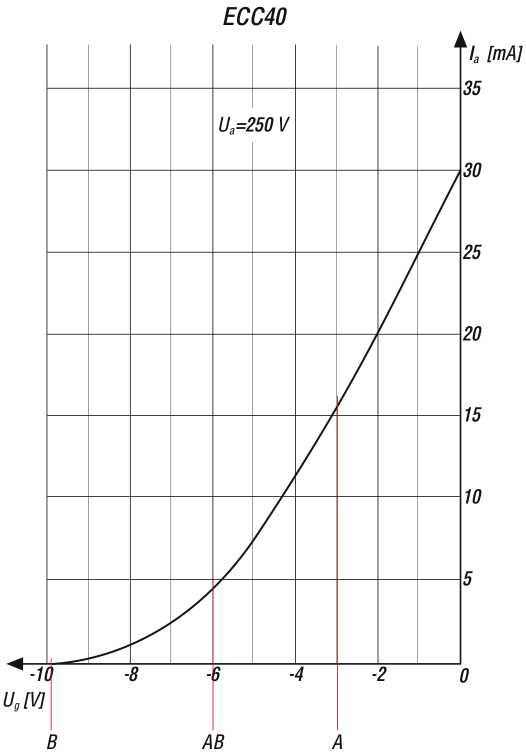
Kennlinie einer Verstärkerröhre mit den verschiedenen Arbeitspunkten

Der Feldeffekttransistor ist ebenfalls ein spannungsgesteuerter Vierpol, für den analoges gilt.

## Zweck
Will man eine Elektronenröhre leistungslos steuern, darf auch trotz überlagerter Steuerspannung kein Gitterstrom fließen. Dazu wird – um die Signalquelle nicht zu belasten – über einen sehr hochohmigen Widerstand (etwa 1 MΩ) eine kleine negative Spannung zugeführt, deren Wert den Arbeitspunkt festlegt. Diese Vorspannung soll so gewählt werden, dass auch bei maximaler Amplitude der überlagerten Signalspannung die Gitterspannung (in Bezug auf die Kathodenspannung) niemals positiv wird, damit kein unerwünschter Gleichrichtereffekt auftritt, der meist Verzerrungen erzeugt.

Kennlinie eines Elektronenröhre bzw. eines Feldeffekttransistors

Für Vorverstärker wählt man stets den Arbeitspunkt A, der etwa in der Mitte des annähernd linearen Bereiches der Kennlinie liegt. Dadurch sind die Verzerrungen auch ohne Gegenkopplung minimal. Das wird im nebenstehenden Bild gezeigt:
- Bei einer Gittervorspannung von −0,5 V (A-Betrieb) entspricht die sinusförmige Änderung des Anodenstroms (rechts oben) recht genau dem sinusförmigen Verlauf der Gitterspannung. Man nennt das eine lineare, unverzerrte Verstärkung.
- Bei einer Gittervorspannung von −2 V (AB-Betrieb) ist der Anodenstroms nicht mehr sinusförmig, also verzerrt.

Für Gegentakt-Leistungsverstärker im NF-Bereich werden die Arbeitspunkte AB und B bevorzugt, weil wegen der höheren Gittervorspannung der Ruhestrom und damit die Verlustleistung jeder Röhre geringer ist als im A-Betrieb. Infolge der stärkeren Krümmung der Kennlinie kommt es immer zu merklichen Verzerrungen, die entweder erwünscht sind (Gitarrenverstärker) oder durch Gegenkopplung verringert werden.
Für Hochfrequenz-Leistungsverstärker wird oft der Arbeitspunkt C mit so negativer Gittervorspannung gewählt, dass dieser in der gezeigten Kennlinie etwa bei −30 V liegen würde. Wenn zusätzlich die überlagerte Signalspannung so groß ist, dass in den Amplitudenspitzen die Gitterspannung positiver als die Kathodenspannung ist, dient die Röhre als Ein-/Ausschalter für den Anodenstrom mit besonders geringer Verlustleistung und einem Wirkungsgrad über 75 %. Die dabei entstehenden enormen Verzerrungen müssen mit einem nachfolgenden selektiven Filter beseitigt werden.

## Quelle der Gittervorspannung

### Separate Spannungsquelle
Die übersichtlichste Lösung ist eine separate Spannungsquelle, die entweder von einer Batterie oder vom Netzteil bereitgestellt wird.
Der positive Anschluss der separaten Spannungsquelle ist in der Regel mit der Schaltungsmasse verbunden. Der negative Anschluss ist bei Kondensatorkopplung mit dem Gitterableitwiderstand oder bei der Transformatorkopplung mit der Wicklung des Transformators verbunden. Bei direkt geheizten Röhren kann die Verbindung mit dem negativen Anschluss der Heizbatterie ausreichen.
Bei der Gleichspannungskopplung liegt die separate Spannungsquelle in der Regel im Signalweg zwischen den Verstärkerstufen und kann als Zenerdiode ausgeführt sein.

### Die automatische Gittervorspannungserzeugung

Erklärungsbild für die Gittervorspannungsentstehung

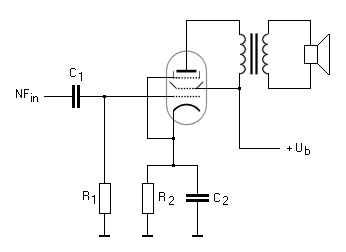
Einfache Verstärkerstufe mit einer Röhre

Der Ruhestrom fließt durch den Widerstand R2, an dem die Vorspannung ΔU (z. B. 2 V) entsteht. Deshalb befindet sich die Kathode auf einem höheren Potential (Spannungsniveau) als das Steuergitter, das über den sehr hochohmigen Widerstand R1 auf Massepotential liegt. Wenn der Widerstand R2 die dynamischen Eigenschaften, also die Wechselspannungsverstärkung der Röhre nicht verändern soll, wird er mit einem Kondensator C2 ausreichender Kapazität überbrückt. Die Zeitkonstante dieser Kathodenkombination beeinflusst die untere Grenzfrequenz der Schaltung. R2 wirkt für Gleichstrom wie eine Stromgegenkopplung, die den Arbeitspunkt stabilisiert. Dieses Prinzip der Stabilisierung des Arbeitspunktes wird auch in Transistorschaltungen verwendet.
Im Steuergitterkreis fließt kein Strom, deshalb entsteht an diesem hochohmigen Gitterableitwiderstand praktisch kein Spannungsabfall und die Gittervorspannung tritt als Potentialunterschied zwischen Steuergitter und Kathode mit dem richtigen Vorzeichen auf: Ob das Steuergitter gegenüber der Kathode negativer wird oder die Kathode gegenüber dem Steuergitter positiver, macht keinen Unterschied.
Die automatische Gittervorspannungserzeugung kann nicht angewendet werden, wenn der mittlere Anodenstrom stark schwankt wie im B-Betrieb, weil sich dann der Arbeitspunkt signalabhängig verschiebt. Sie ist nur für gleichanteilfreie Signale (symmetrisch zur Nulllinie) geeignet, beispielsweise bei Verstärkern im A-Betrieb.

### Die halbautomatische Gittervorspannungserzeugung
Einige Empfängernschaltungen benutzen eine Verbundröhre mit gemeinsamem Kathodenanschluss für zwei Röhrensysteme (ECL11,  PCL81). Weil jedes dieser Systeme eine andere Gittervorspannung braucht, kann diese Gittervorspannung nicht mit einer einzigen Kathodenkombination erzeugt werden – es gibt ja nur eine Kathode und damit nur einen Kathodenwiderstand.
Als Lösung wird in der Praxis die Minusleitung des Netzteils nicht direkt, sondern über einen Widerstand mit der Schaltungsmasse verbunden. Durch den gesamten Strom der versorgten Schaltung entsteht an diesem Widerstand ein Spannungsabfall in der notwendigen Höhe der Gittervorspannung. Das Steuergitter der Verbundröhre wird über einen hochohmigen Gitterableitwiderstand und ein Siebglied an die eigentliche Minusleitung des Netzteils gelegt: Da kein nennenswerter Strom über das Steuergitter fließt, liegt die Vorspannung direkt am Steuergitter an.
Dieser Widerstand kann als Spannungsteiler aus verschiedenen Widerständen aufgebaut sein oder aus einem (Draht-)Widerstand mit extra Abgriffen (Schellen) bestehen, an denen man für verschiedene Röhren verschiedene Gittervorspannungen einstellen und abnehmen kann. Da die Endröhre meist den höchsten Wert der Gittervorspannung einer Schaltung benötigt, wird der Widerstand danach bemessen, während das Gitter der im gleichen Kolben befindliche Vorverstärkerröhre nur einen Teil der negativen Vorspannung zugeführt bekommt.
Unabhängig vom Typ der Endröhre und deren Gittervorspannungserzeugung kann in anderen Stufen eine andere Art der Vorspannungserzeugung angewendet werden. Die Gittervorspannung der UKW-Vorstufe kann beispielsweise automatisch erzeugt werden, während die der UKW-Mischstufe durch Gittergleichrichtung entsteht (Audion-Effekt).
Weil nicht jede Röhre ihre eigene Gittervorspannung erzeugt, sondern die Gittervorspannung vom Kathodenstrom aller Röhren beeinflusst wird, spricht man von halbautomatischer Gittervorspannung.
Zu beachten ist, dass eine defekte Röhre in einer Schaltung die Gitterspannung aller anderen, durch halbautomatische Erzeugung gespeisten Röhren beeinflussen kann.
In manchen Datenblättern für diese Art Verbundröhren wird darum angegeben, wie groß der prozentuale Anteil der Kathodenströme der Verbundröhre am Gesamtstrombedarf der Schaltung sein muss, um eine hinreichende Arbeitspunktstabilisierung wie bei der automatischen Gittervorspannungserzeugung zu erhalten.

### Die Klemmung
Die nicht unproblematische Klemmung wird vorteilhaft bei Signalen verwendet, die sehr tiefe Frequenzen (Bruchteile von Hertz) enthalten. Da die Vorspannung zumindest teilweise am Klemmkondensator entsteht, ist hier die Addition von Signal und Vorspannung besonders deutlich.
Sowohl das Signal als auch der Bezugswert (Klemmpotential) müssen bei der Klemmung mit einem geringen Innenwiderstand bereitgestellt werden, damit die Klemmung den Arbeitspunkt schnell genug verlegen kann. In der Regel wird in solchen Fällen das Klemmpotential bzw. der Bezugswert im Signalverlauf als Arbeitspunkt angesehen. Dieser Arbeitspunkt liegt dann unsymmetrisch im Aussteuerbereich und z. B. bei Bildröhren am Anodenstromeinsatzpunkt.

### Der Gitteranlaufstrom
Das Prinzip der Klemmung wird bei Kondensatorkopplung in Eingangsstufen angewendet, deren Aussteuerung gering ist. Bei Niederfrequenzvorstufen genügt oft eine geringe Gittervorspannung, die als Spannungsabfall an einem relativ großen Gitterableitwiderstand entsteht. Der typische Wert des Widerstandes ist 10 MΩ.
Die Vorspannung wird im Röhrensystem selbst durch Elektronen erzeugt, die auf dem Steuergitter landen (statt hindurchfliegen) und somit dessen Potential zum Negativen hin verschieben. Der besonders hochohmige Ableitwiderstand sorgt für einen gewissen Stromfluss und damit einer Stabilisierung des Vorganges, damit sich das Gitter nicht selbst „zustopft“.

### Die Gittergleichrichtung
Beim Audion entsteht die Gittergleichspannung durch die Gleichrichtung des Signals am Gitterstromeinsatzpunkt. Die sich ändernde Gleichspannung ist das demodulierte Signal. Diese Wirkung der Schaltung kann auch als Klemmung der Maxima des Signals auf den Gitterstromeinsatzpunkt interpretiert werden.
Das Schaltungsprinzip der Gittergleichrichtung wird auch in Oszillatorschaltungen zur Erzeugung der Gittervorspannung verwendet. Weil mit dem Begriff Audion vorwiegend die Demodulation verbunden wird, wird diese Art der Erzeugung der Gittervorspannung oft mit „nach Art des Audions“ umschrieben (Tropadyne).

## Gitterableitwiderstand
Trotz normalerweise leistungsloser Steuerung muss das Steuergitter ein bestimmtes Potential haben. Im einfachsten Fall legt man es mit einem Widerstand auf Massepotential. Dieser Widerstand wird als Gitterableitwiderstand bezeichnet. Er leitet die relativ geringe Zahl von Elektronen vom Gitter ab, die wegen ihrer Trägheit trotz negativer Gitterspannung auf die Gitterelektrode treffen (auch als Anlaufstrom bezeichnet).
Der Widerstand muss möglichst hochohmig sein, um den Eingangswiderstand der Stufe nicht unnötig herabzusetzen (100 kΩ … 1 MΩ). Wird er ausreichend hochohmig gewählt (10 MΩ), fällt an ihm eine nennenswerte Spannung ab, es kommt zur Gittervorspannungserzeugung per Anlaufstrom.
In Oszillatorschaltungen wird der Gitterableitwiderstand immer relativ klein gewählt (etwa 30 kΩ), um zu vermeiden, dass der Oszillator auch unbeabsichtigt als Sperrschwinger auf erheblich tieferen Frequenzen arbeitet (siehe Superregenerativempfänger).
Der Gitterableitwiderstand legt das Steuergitter nicht unbedingt auf Massepotential; er kann auch auf ein anderes, definiertes Gleichspannungspotential gelegt werden, um die gewünschte Arbeitspunkteinstellung zu bewirken.